# Borolia pallidior
Borolia pallidior là một loài bướm đêm trong họ Noctuidae.